# بيتر هيكمان
بيتر هيكمان (بالإنجليزية: Peter Hickman)‏ هو متسابق دراجات نارية بريطاني، ولد في 8 أبريل 1987 في Burton upon Trent ‏ في المملكة المتحدة.

## روابط خارجية
- بيتر هيكمان على موقع WorldSBK.com (الإنجليزية)